# Budynek szkoły parafialnej w Bydgoszczy

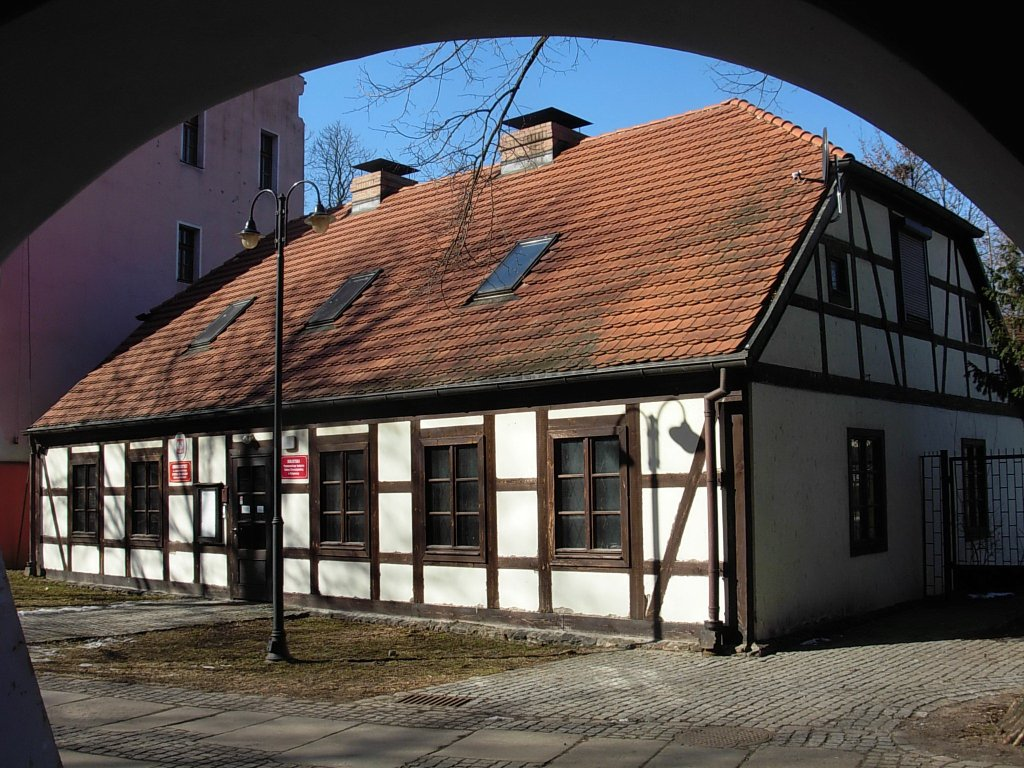
Widok spod arkad katedry bydgoskiej

Budynek szkoły parafialnej w Bydgoszczy – zabytkowy, szachulcowy budynek przy ulicy Farnej 10 w Bydgoszczy.

## Położenie
Budynek znajduje się na dziedzińcu katedry św. Marcina i Mikołaja.

## Historia
Budynek został wzniesiony w latach 1834–1854 na potrzeby szkoły parafialnej, na miejscu wcześniejszego budynku szkolnego (zbudowanego prawdopodobnie po 1466 roku). 

### Szkoła parafialna w Bydgoszczy
Nie jest znana dokładna data powstania szkoły parafialnej w Bydgoszczy, ale jej początki wiąże się z powstaniem parafii bydgoskiej. Pierwsza wiadomość o możliwości istnienia w mieście szkół pochodzi z przywileju lokacyjnego z 1346 r. Szkoła funkcjonowała zapewne od drugiej połowy XIV w., bo do grona jej absolwentów należeli studenci z Bydgoszczy, spotykani na Uniwersytecie Krakowskim już od 1419 r. W XV wieku szkoła parafialna była instytucją mocno osadzoną w krajobrazie miasta oraz w świadomości jego mieszkańców. Z 1466 r. pochodzi wiadomość o powierzeniu nauczycielom i uczniom oprawy muzycznej (śpiew) nabożeństw bractwa Bożego Ciała przy kościele farnym. Szkoła znajdowała się wówczas w budynkach zlokalizowanych na zachód od kościoła farnego. 
W XV w. bydgoską szkołą kierowała jedna osoba, a w wieku XVI oprócz rektora źródła wymieniają innych nauczycieli. W 1532 r. uczyło się w niej około 150 chłopców. Była to jak na tamte czasy dość duża szkoła. Wszystkie sprawy dotyczące organizacji, administracji i zaopatrzenia znajdowały się w rękach proboszcza bydgoskiego. Za jego zgodą, opiekę nad jednostką sprawowała rada miejska. Tytułem uposażenia wypłacano z kasy miejskiej 12 złotych polskich rocznie. W XVIII w. rada miejska przejęła w całości ciężar utrzymania szkoły: opłacała nauczyciela, zapewniała sprzęt i opał. Bydgoska szkoła parafialna działała nieprzerwanie przez cały okres staropolski, a jej kondycja pozostawała w ścisłym związku z rozwojem gospodarczym miasta. 
Nauczanie w bydgoskiej szkole parafialnej było dwustopniowe. Stopień niższy (trivium) obejmował naukę gramatyki, retoryki oraz dialektyki. Przede wszystkim chodziło jednak o nauczanie języka łacińskiego. Wyższy stopień (quadrivium) obejmował naukę arytmetyki, geometrii, muzyki i astronomii. Głównym zadaniem szkoły było kształcenie młodzieży, która później przysposabiała do pełnienia obowiązków kapłańskich. Od XV wieku, wraz z rozwojem miasta jej rola zmieniała się jednak na korzyść umiejętności „świeckich” potrzebnych mieszczaninowi w życiu codziennym, tj. rachowania, przeliczeń miar i pieniędzy oraz czytania i pisania w języku łacińskim. Szkoła przygotowywała również uczniów do kontynuowania nauki w szkołach katedralnych, kolegiackich, a w późniejszym czasie do studiów uniwersyteckich. Zmierzch świetności szkoły zaczął się w XVII w., kiedy opuszczali ją stopniowo synowie zamożnych mieszczan, skuszeni perspektywami nauki w miejscowym kolegium jezuickim lub zamiejscowych gimnazjach akademickich o ustalonej renomie (gdańskim, elbląskim, toruńskim i chełmińskim).
Według opisu wizytacyjnego z 1595 r. zajęcia szkolne odbywały się w murowanym budynku szkolnym, który zawierał kilka izb. Budynek ten usytuowany był po zachodniej stronie kościoła farnego, na obrzeżu przykościelnego cmentarza, w miejscu zajmowanym obecnie przez kamienicę przy ulicy Przyrzecze 2. W 1699 r. budynek był już zrujnowany, wobec czego ówczesny komendarz farny urządził w nim oborę dla zwierząt, a uczniów przeniesiono do jednoizbowego budynku, wzniesionego dla nich przy wschodnim murze zakrystii. W izbie stały ławki i kaflowy piec

### Dzieje budynku po 1920 r.
W 1947 roku budynek adaptowano na przedszkole parafialne. Był on częścią majątku parafii farnej. W 1982 r. nowo mianowany wikariusz biskupi dla miasta Bydgoszczy Jan Wiktor Nowak zainicjował powołanie w mieście Prymasowskiego Instytutu Kultury Chrześcijańskiej im. Stefana kardynała Wyszyńskiego, który zlokalizowano w rozpatrywanym budynku. W roku akademickim 1988/1989 uzyskał on status wyższej uczelni na prawach państwowych. W 1990 r. został afiliowany do Papieskiego Wydziału Teologicznego w Poznaniu. Od 1998 r. jest on sekcją zamiejscową Wydziału Teologicznego Uniwersytetu Adama Mickiewicza w Poznaniu. W latach 90. XX wieku przeprowadzono gruntowny remont budynku związany z potrzebami Instytutu. 
Po powołaniu w 2004 r. diecezji bydgoskiej i uzyskaniu w 2007 r. na siedzibę Wyższego Seminarium Duchownego zabytkowego budynku przy ul. Grodzkiej 18, Prymasowski Instytut został tam przeniesiony. W szachulcowym budynku dawnej szkoły parafialnej pozostała biblioteka Prymasowskiego Instytutu Kultury Chrześcijańskiej. W 2022 budynek poddano remontowi.

## Architektura
Budynek jest szachulcowy, z otynkowanymi wypełnieniami ceglanymi. Wzniesiony na planie prostokąta na kamiennej podmurówce, z sienią przelotową na osi oraz niewielką nowszą przybudówką przy elewacji południowej. Posiada niewielką piwnicę w części frontowej oraz użytkowe poddasze. Nakryty jest dachem dwuspadowym, naczółkowym. 
Wewnątrz zachowany jest pierwotny układ pomieszczeń. W sieni i na poddaszu odsłonięto drewnianą konstrukcję ścian. Ściany są zwieńczone drewnianym gzymsem okapowym.